# Kleinbahn Winsen–Niedermarschacht
Die Kleinbahn Winsen-Niedermarschacht GmbH war Eigentümerin der 18 Kilometer langen Bahnstrecke Winsen–Niedermarschacht („Elbmarschbahn“), die am 1. April 1912 eröffnet wurde.  Sie erstreckte sich bis nahe an die Elbe gegenüber von Geesthacht.
Die Betriebsführung der Bahn lag bei der Kleinbahn Winsen–Evendorf–Hützel, die auch Personal und Fahrzeuge stellte. Ab 1933 nahm das Niedersächsische Landeskleinbahnamt die Betriebsführung wahr. Zum 1. Januar 1944 wurden die beiden Winsener Kleinbahnen zur Winsener Eisenbahngesellschaft zusammengeschlossen, die wiederum zum 10. Juli 1944 in den Osthannoverschen Eisenbahnen aufging.
Die Bahnstrecke ist bis Marschacht im Güterverkehr in Betrieb.